# Eva Bergh

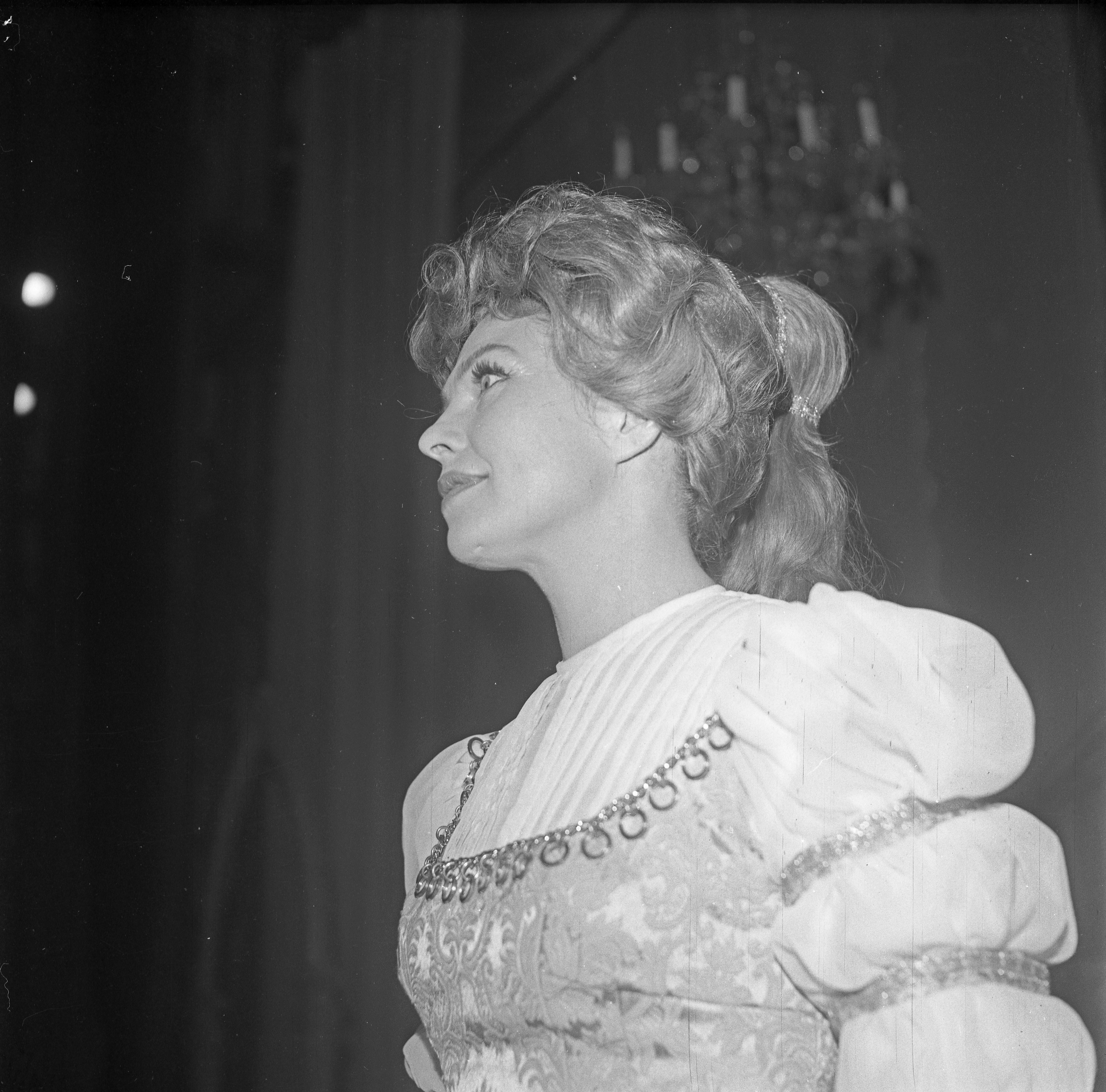
Eva Bergh, als Portia in Der Kaufmann von Venedig, Den Nationale Scene, 1969.

Eva Bergh (* 25. Februar 1926 in Kolbotn, Provinz Akershus; † 19. Februar 2013) war eine norwegische Schauspielerin.

## Leben
Bergh debütierte 1949 als Theaterschauspielerin am Det Nye Theater in Oslo. Dort war sie bis 1957 festes Ensemble-Mitglied. 1957 ging sie an das Theater Den Nationale Scene in Bergen. Dort blieb sie bis zu ihrem Bühnenabschied festes Mitglied.
Bergh spielte auf der Bühne ein breites Repertoire, das Stücke von William Shakespeare, die Autoren der Klassik und Romantik, insbesondere aber auch die Hauptrollen in den Stücken von Ludvig Holberg umfasste. Zu ihren Bühnenrollen gehörten Andrée in Landet uten vei (Feuer auf der Erde; frz. Originaltitel: Le Feu sur la terre) von Francois Mauriac, Königin Elisabeth I. in Maria Stuart und Portia in Der Kaufmann von Venedig (1969; Den Nationale Scene). Sie übernahm auch die Rolle der Mutter in dem Theaterstück Anne Persdotter von Hans Wiers-Jenssen.
Bergh trat auch als Darstellerin in Musicals auf. Sie war die erste Darstellerin in Norwegen, die die Rolle der Eliza Doolittle in dem Musical My fair Lady (1963) übernahm. Weitere Musical-Rollen Berghs waren Lilli Vanessi/Katherine in Kiss Me, Kate, die Titelrolle Dolly Levi in Hello Dolly! und Golde, die Frau des Milchmanns Tevje, in Anatevka.
Bergh  übernahm außerdem zahlreiche Filmrollen in norwegischen und auch ausländischen, europäischen Filmen. Ihr Filmdebüt gab sie 1949 in dem norwegischen Spielfilm Døden er et kjærtegn. Eine weitere Filmrolle hatte sie 1951, unter der Regie von Arne Mattsson, neben Victor Sjöström als Vera in dem schwedischen Filmdrama Du sollst nicht begehren. In dem britischen Kriminal-Thriller Meineid (1953) spielte sie in der Rolle der Ilse ein traumatisiertes Flüchtlingsmädchen des Zweiten Weltkrieges, das sich nach einer versuchtem Vergewaltigung durch einen Seemann in den männlichen Protagonisten Davidson, der sie rettet, verliebt. Ihr Partner in diesem Film noir war John Mills. 1960 war sie als Edna Gran in dem norwegischen Kriminalfilm Der Kampf um den Adlerfels zu sehen. Der Film wurde 1960 bei den Internationalen Filmfestspielen Berlin in Berlin gezeigt. 2004 gab sie, nach über 30 Jahren Abstinenz vom Filmgeschäft, ihr Leinwand-Comeback in der Filmkomödie Salto, salmiakk og kaffe.
Für ihre künstlerischen Verdienste wurde sie 1999 mit der Norwegischen Königlichen Verdienstmedaille (Kongens fortjenstmedalje) ausgezeichnet.

## Persönliches
Bergh war mit dem norwegischen Komponisten, Pianisten und Dirigenten Sverre Bergh (1915–1980) verheiratet.
Im Februar 2013 verstarb sie knapp eine Woche vor ihrem 87. Geburtstag.

## Filmografie
- 1949: Døden er et kjærtegn
- 1951: Skadeskutt
- 1952: Du sollst nicht begehren (Hård klang)
- 1953: Meineid (The Long Memory)
- 1960: Der Kampf um den Adlerfels (Venner)
- 1974: Skal vi leke gjemsel?
- 2004: Salto, salmiakk og kaffe